# Marc Prensky
Marc Prensky (Nueva York, 15 de marzo de 1946-Palo Alto, California, 15 de mayo de 2025) fue un escritor y conferenciante sobre educación estadounidense. Fue  más conocido como el inventor y divulgador de los términos "nativo digital" e "inmigrante digital" que describió en el artículo de 2001 en la revista "On the Horizon".
Prensky se graduó en las universidades de Oberlin (1966), Middlebury (MA, 1967), Yale (1968) y la Escuela Empresarial de Harvard (1980). Fue el autor de siete libros: Digital game based learning (McGraw-Cerro 2001), No me molestes mamá, estoy aprendiendo (Ediciones SM, 2013),  Enseñar a nativos digitales (Ediciones SM 2011), From Digital Natives to Digital Wisdom: Hopeful Essays for 21st Century Learning (2012), BRAIN GAIN: Technology and the Quest for Digital Wisdom (2012), El mundo necesita un nuevo currículo (Ediciones SM, 2015), EDUCATION TO BETTER THEIR WORLD: Unleashing the power of 21st century kids  (Teachers College Press, 2016) y 100 ensayos sobre educación y aprendizaje. Prensky también diseñó el primer juego para formación corporativa de tipo "disparo en primera persona" (Straight Shooter, 1987) y un suite de ocho plantillas para juegos de aprendizaje (For Corporate Gameware en 1996.)
Prensky empezó su carrera como profesor en Harlem, Nueva York. Ha enseñado en una escuela elemental, (new Haven CT), en un instituto (Nueva York, NY), y en una universidad (Wagner College, Staten Island, NY)  Trabajó durante seis años (1981-1987) como director de estrategia corporativa y desarrollo de producto producto en el Boston Consulting Group, y seis años (1993-1999) para el Bankers Trust de Wall St., donde diseñó entrenamiento basado en juegos para comerciales financieros e inició una división interna, Corporate Gameware, que más tarde se convertiría en games2train.

## Interés e investigación
El interés profesional de Prensky fue la reforma de la educación primaria (K-12). Sus libros tratan de herramientas (Aprendizaje basado en juegos digitales), pedagogía (Enseñando a los nativos digitales), currículum (El mundo necesita un nuevo currículo) y el sistema de primaria (K-12) completo (Educación para mejorar su mundo)
Prensky fue un decidido defensor de escuchar más cuidadosamente lo que los estudiantes dicen sobre su propia educación. En sus conferencias lideraba aproximadamente 100 paneles de estudiantes en 40 países. Fue nombrado "estrella guía del nuevo movimiento parental" por la Parental Intelligence Newsletter.

## Crítica
Bax (2011) escribió que las visiones de Prensky son simplistas, que su terminología está abierta al desafío y que su reclamación de que los educadores sencillamente tendrían que alterar su aproximación para adecuarse a las personas jóvenes que son 'nativos digitales', ignora elementos esenciales de la naturaleza del aprendizaje y de la buena pedagogía.
The Economist (2010) cuestionó si la designación de 'nativo digital' tiene alguna utilidad en el mundo real.
Prensky respondió que: ”La distinción entre nativos digitales e inmigrantes digitales es importante porque es más cultural que basada en el conocimiento tecnológico. Los inmigrantes digitales crecieron en una cultura pre-internet no digital antes de experimentar lo digital. Los nativos digitales solo conocen la cultura digital.”
Prensky además argumentó que “los campos de la educación y la pedagogía hoy han devenido innecesariamente y dolorosamente complicados, ignorando las necesidades reales de nuestro alumnado (y de nuestro mundo). Es hora de revaluar lo que significa una enseñanza buena y efectiva en la era digital, y cómo combinar lo que es importante del pasado con las herramientas del futuro." Prensky añadió que “a pesar del reciente flujo de tecnología a las escuelas, no se le presta suficiente atención a las verdaderas implicaciones de todos los importantes cambios recientes en nuestros entorno y contexto educativos”.

## Libros
- Digital games based learning (McGraw Hill 2001)
- No me molestes mamá —  estoy aprendiendo (Ediciones SM 2013)
- Enseñar a nativos digitales (Ediciones SM 2011)
- From Digital Natives to Digital Wisdom: Hopeful Essays for 21st Century Learning (2012)
- BRAIN GAIN: Technology and the Quest for Digital Wisdom (2012)
- El mundo necesita un nuevo currículo (Ediciones SM 2015)
- EDUCATION TO BETTER THEIR WORLD: Unleashing the Power of 21st Century Kids (2016)

## Volúmenes editados
- Games and Simulation in Online Learning (with Gibson)